# Zef Jubani

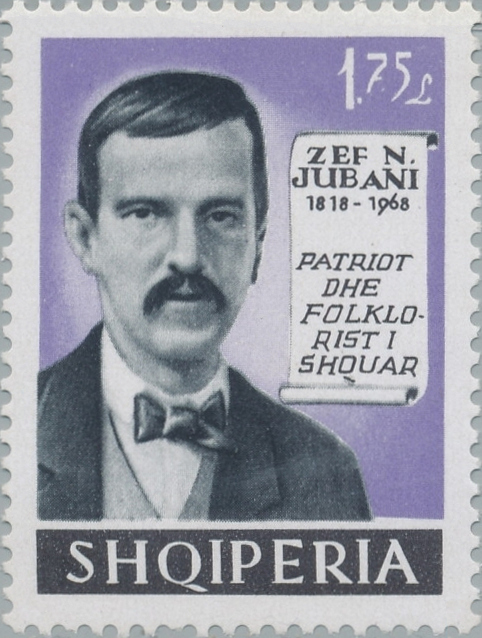
Zu Ehren Zef Jubanis 1968 von der Posta Shqiptare herausgegebene Briefmarke im Wert von 1.75 Lek

Zef Jubani (italienisch Giuseppe Cavaliere Jubany; französisch Joseph Chevalier Ioubany; geboren 1818 in İşkodra, Osmanisches Reich; gestorben am 30. Januar 1880 ebenda) war ein albanisch-italienischer Autor, Handelsunternehmer, Dragoman, Volkskundler und Aktivist der albanischen Nationalbewegung.

## Die Familie Jubani
Zef Jubani wurde in die angesehene Shkodraner Familie der Jubani geboren. Sein Großvater Ili Jubani war zwischen 1795 und 1800 Truppenführer unter Ahmed Pascha Bushati gewesen, dem Bruder des Kara Mahmud Pascha, der faktisch unabhängig vom Osmanischen Reich über das Paschalik Shkodra regierte. Ili Jubani hatte sich bei Ahmed Pascha Bushati verdient gemacht und erhielt dafür Besitztümer inner- und außerhalb der Stadt am Skutarisee. Von Ili Jubanis drei Söhnen Gjin, Prek und Ndokë, dem Vater Zef Jubanis, erhielt nur Letzterer eine Schulbildung. Ndokë Jubani war mit einer Italienerin aus Malta namens Corinna verheiratet und war längere Zeit in Triest als Kaufmann wohnhaft. Dort war er Beauftragter des Mustafa Pascha Bushati, eines Nachfolgers Kara Mahmud Paschas. 1831 vermittelte Ndokë Jubani die Fürsprache Österreich-Ungarns, welche dem Pascha – als seine Lokalherrschaft von der Hohen Pforte zerschlagen wurde – eine milde Behandlung seitens der Pforte verschaffte. Später vertrat Ndokë Jubani in Shkodra die Interessen des Französischen Königreiches. Als er 1840 durch Unbekannte getötet wurde, löste dies eine diplomatische Intervention des französischen Botschafters bei der Pforte aus.

## Zef Jubanis Leben
Zef Jubani absolvierte auf Malta an einer Handelsschule eine kaufmännische Ausbildung. Dort lebte er bei den Brüdern seiner Mutter. Mitte der 1830er Jahre kehrte er in seine Geburtsstadt zurück. Über seine geschäftlichen Erfolge ist wenig bekannt, offenbar war er aber im Getreidehandel tätig und besaß einiges an Vermögen. In diesen frühen Jahren heiratete er Anastazia Shiroka, die Cousine des berühmten Dichters Filip Shiroka. Neben seiner kaufmännischen Tätigkeit fungierte Jubani als Dragoman des französischen Konsulats in Shkodra. Durch die Bekanntschaft mit dem damaligen französischen Konsul Hyacinthe Hecquard wurde Jubanis Interesse für Volkskunde angeregt. Zef Jubani unternahm mit seinem Freund Halil Kopliku mehrere Reisen zu verschiedenen gegischen Bergclans und machte bei ihnen folkloristische Aufzeichnungen. Das von Hyacinthe Hecquard 1858 veröffentlichte Werk Histoire et description de la Haute Albanie ou Guégarie profitierte von diesen Aufzeichnungen. Jubanis Materialien sind bei Überschwemmungen des Kir am 13. Januar 1866 in Shkodra vernichtet worden.
Im Jahr 1862 unternahm Jubani zusammen mit Pashko Vasa, dem Bischof Pal Dodmasej, und dem Abt der Mirdita, Gasper Krasniqi, Versuche, auf die damalige Bewegung der mirditischen Clans Einfluss zu nehmen und Unterstützung französischer Politiker dafür zu gewinnen. In jenen Jahren geriet der Kapedan der Mirdita, Bibë Doda Tusha, wegen seiner Beteiligung an einem Aufstand in Schwierigkeiten mit den Osmanen. Auch unterstützten seine Clanmitglieder ihn nicht mehr als Kapedan, nachdem er ihnen keinen Sold für ihre Teilnahme am Krimkrieg gezahlt hatte.
Um das Jahr 1867 trat Zef Jubani in Kontakt mit Girolamo de Rada und Dora d’Istria. Letztere nannte ihn „den gebildetsten der Gegen“. In de Radas Nachlass befinden sich neun Briefe Jubanis, darunter seine Antwort vom 8. März 1868 auf eine Einladung de Radas. Denn zu dieser Zeit war Jubani Anfeindungen ausgesetzt und musste kurzzeitig seine Heimatstadt verlassen, weil er ausländischen Geistlichen ablehnend gegenübergestanden und versucht hatte, Waffen aus Italien ins Land zu schaffen.
1873 erhielt Zef Jubani den Mecidiye-Orden V. Klasse, was ihn berechtigte, mit Joseph Chevalier Ioubany und Giuseppe Cavaliere Jubany zu unterschreiben. Sein Engagement in der albanischen Nationalbewegung wurde davon nicht berührt. 1876 beteiligte er sich – mittlerweile in seine Geburtsstadt zurückgekehrt – in einer Gruppe, welche dem Aufstand der Mirditen politische Ziele zu geben versuchte.
Eine Geschichte über Skanderbeg, die er um das Jahr 1877 verfasst oder adaptiert hatte, und eine Schrift über das Dorf Juban bei Shkodra blieben unveröffentlicht.
1878 publizierte Jubani ein Projekt für die italienische Dampfschifffahrt auf der Adria zwischen italienischen Häfen und Albanien mit Ausgangspunkt Venedig. Die italienische Schrift war womöglich aus dem Wunsch heraus entstanden, ein Gegengewicht gegen den österreichisch-ungarischen Einfluss im nördlichen Albanien und die Monopolstellung des Triester Hafens für den Shkodraner Handel zu schaffen. Im selben Jahr widmete Jubani Nikola, dem Fürsten Montenegros, ein italienisch abgefasstes Gedicht. Dieses dokumentiert höchstwahrscheinlich seine Einstellung gegen die Osmanen und gegen die österreichisch-ungarische Politik auf der Balkanhalbinsel.
1879 begab sich Jubani nach Venedig, um eine Krankheit zu behandeln. Jedoch kehrte er ohne Besserung in seine Heimat zurück und starb dort am 30. Januar 1880.

## Lied an Dora d’Istria
1868 schrieb Zef Jubani ein Lied an Dora d’Istria, nachfolgend in angepasster standardalbanischer Version:
Ti je një yll, e na shndrit Arbërinë,
Me dije, me të mira, e me bukuri;
Me dashurinë tënde, je duke na përtërirë,
Një gazmend të madh e një lumturi.
Drita e mendjes tënde është duke lulëzuar,
Si drita e syve të tu është sjellë mbi ne;
Perëndia për të mirën tonë të ka krijuar,
E me sjellë mbarë dhenë tonë ti ke le.
Ndërhyj ti pra je mbretëresha,
Që Dora d’Istria të emërojnë,
Prej Shqipërie je Begtaresha,
Që gjithkund e këtu të nderojnë.
Po! Shpresa e ëmbël je për ne,
Pse zemra jote është fort e mirë,
Sjelli sytë e tu, e mos harro këtë dhe,
E të kesh edhe për ne mall e dëshirë.

## Werk
- Princesha prej fisit të Zotnive të Shqipnisë – Kangë lavdit për të nderueshmen Zojë e dijetare në shkrim Dora d’Istria. 1868[3]
- Përmbledhje këngësh popullore dhe rrapsodish shqiptare. Triest 1871[4]
- Projekt lundrimi me avulloret italiane ne Adriatik, tregtia e Venedikut me Shqipërinë. Venedig 1878[4]